# Glansdyngbagge
Glansdyngbagge (Aphodius ictericus) är en skalbaggsart som först beskrevs av Johann Nepomuk von Laicharting 1781.  Glansdyngbagge ingår i släktet Aphodius, och familjen bladhorningar. Enligt den finländska rödlistan är arten starkt hotad i Finland. Arten är reproducerande i Sverige. Artens livsmiljö är torra gräsmarker.

## Bildgalleri

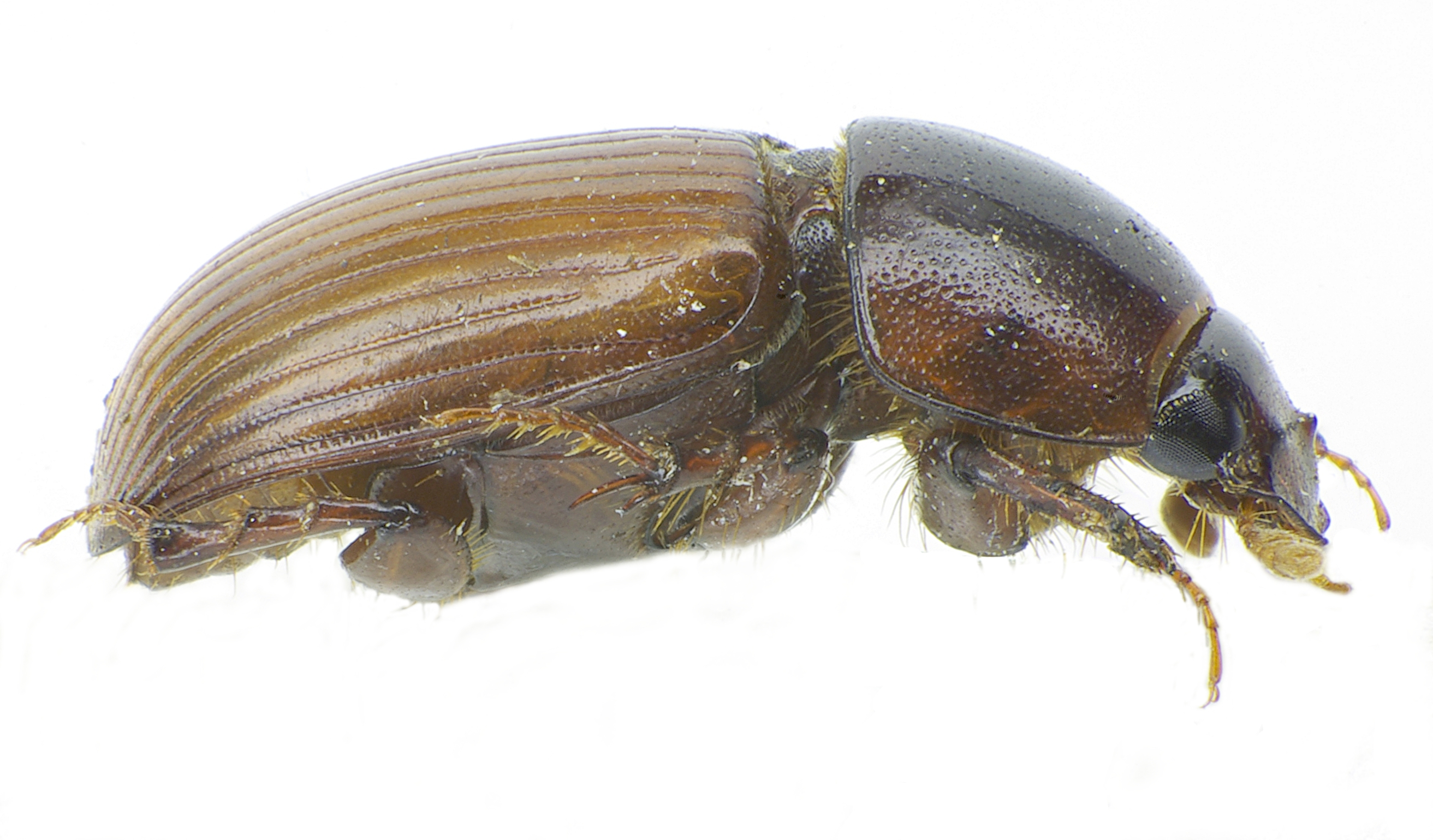
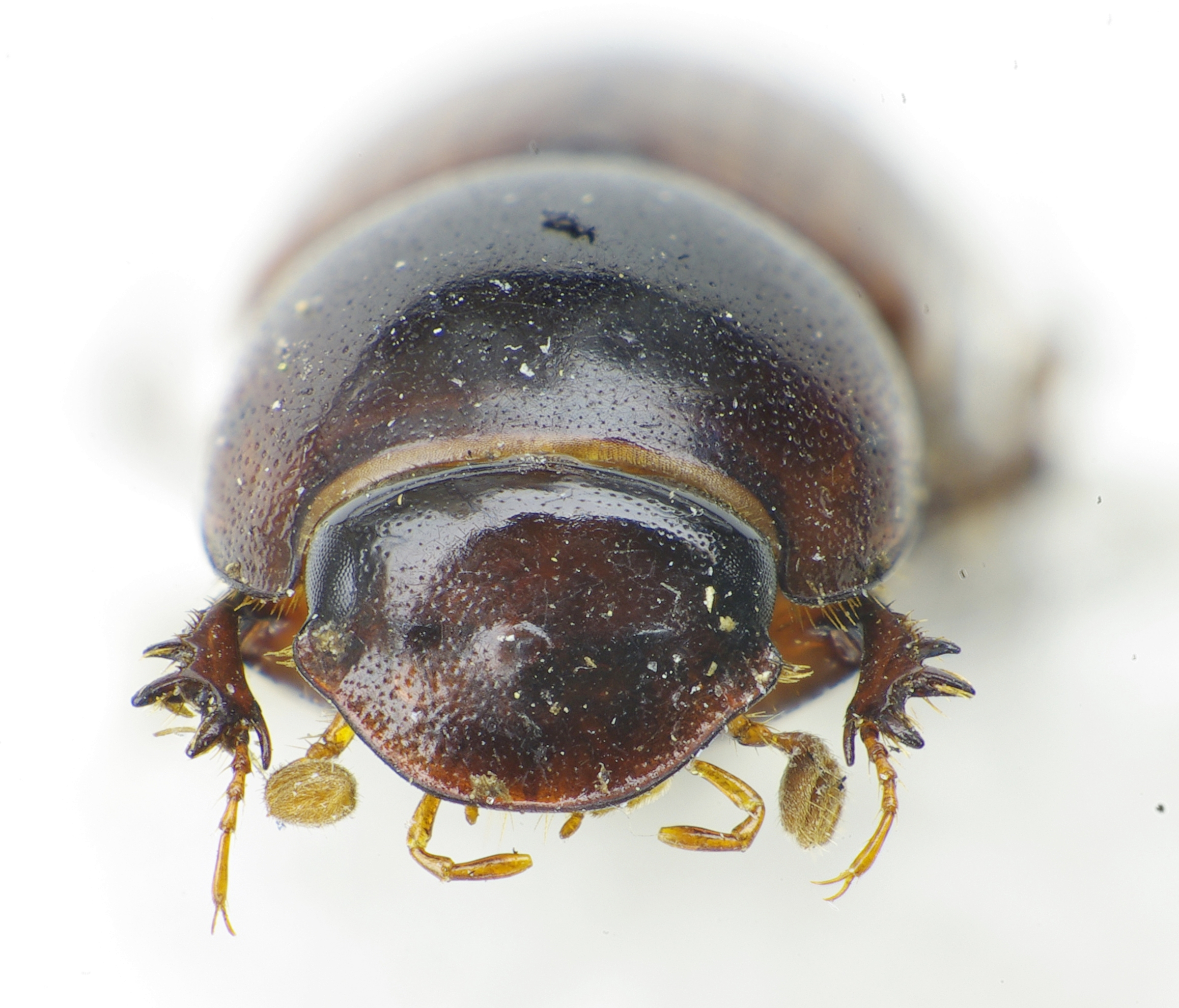
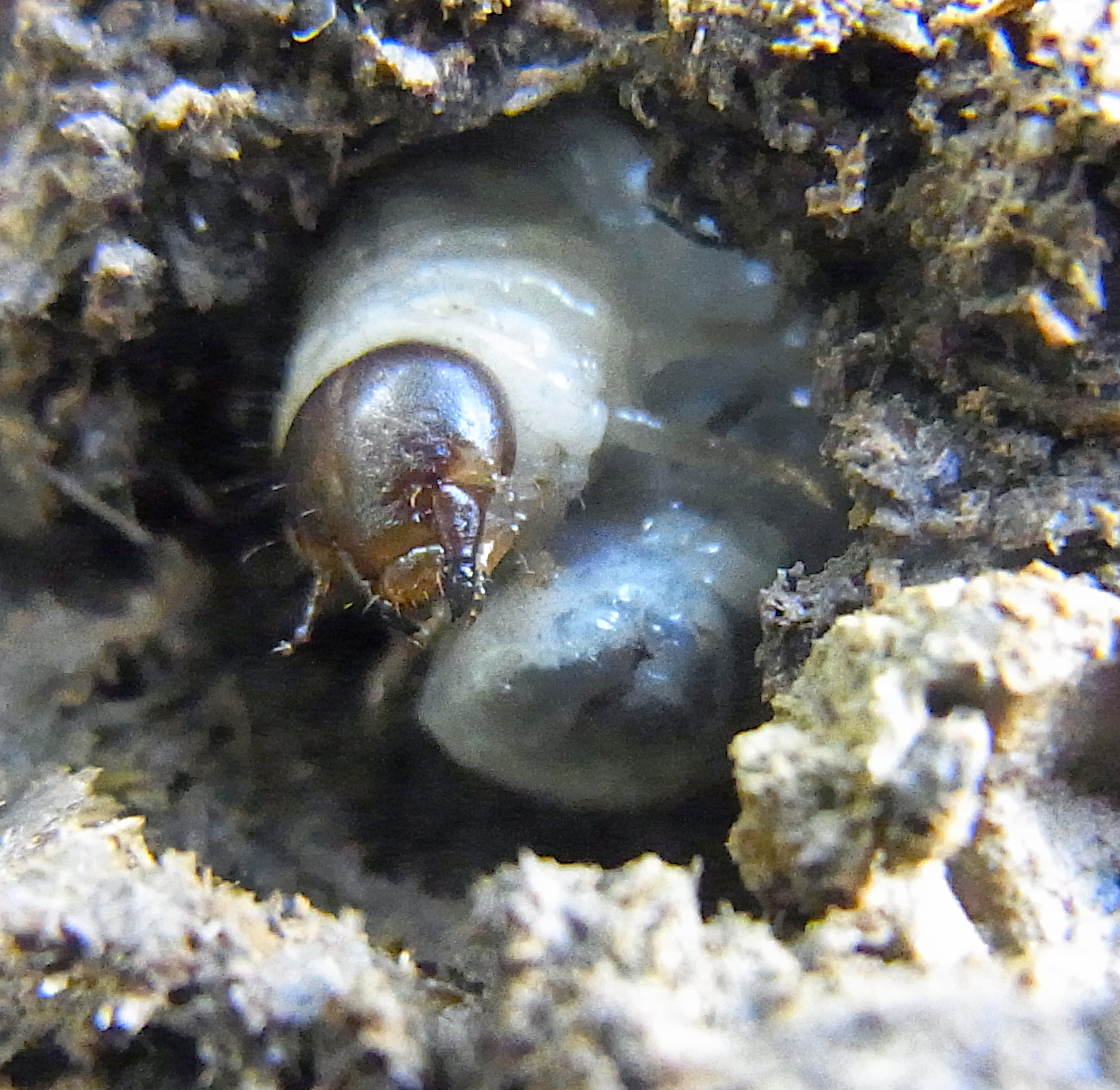
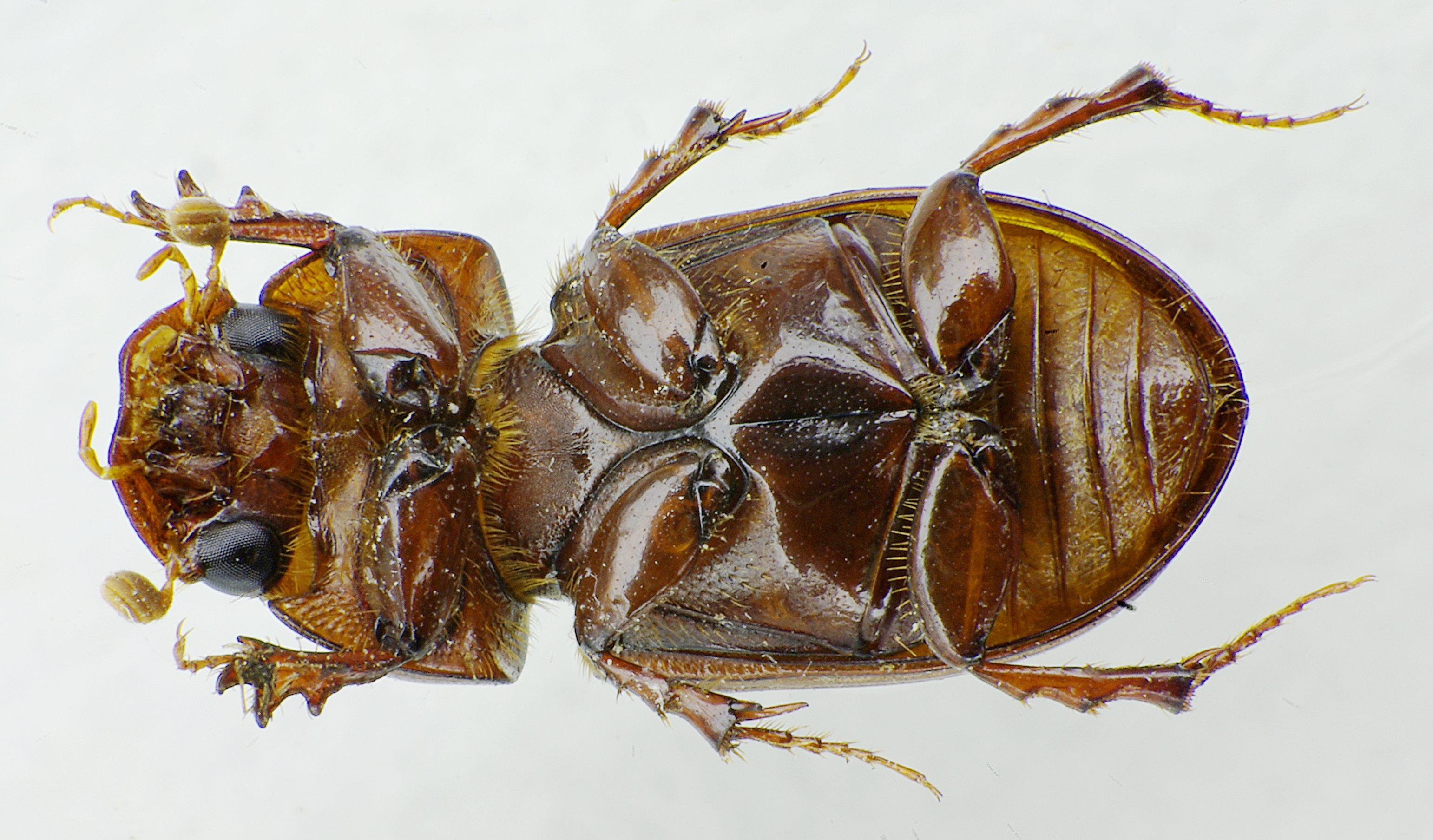
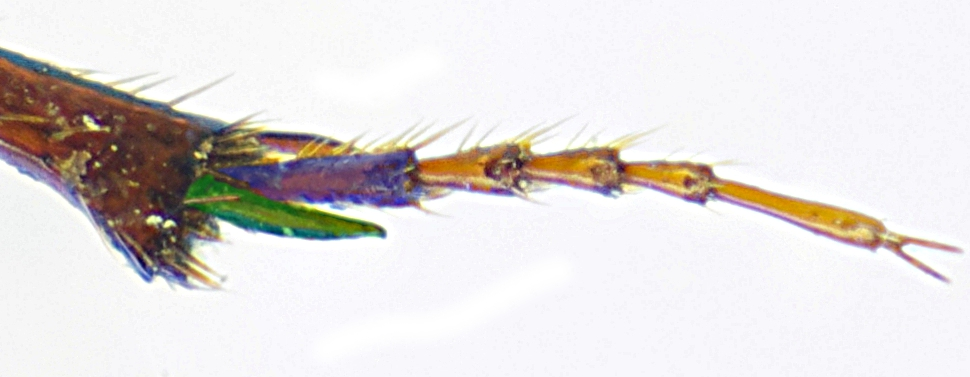
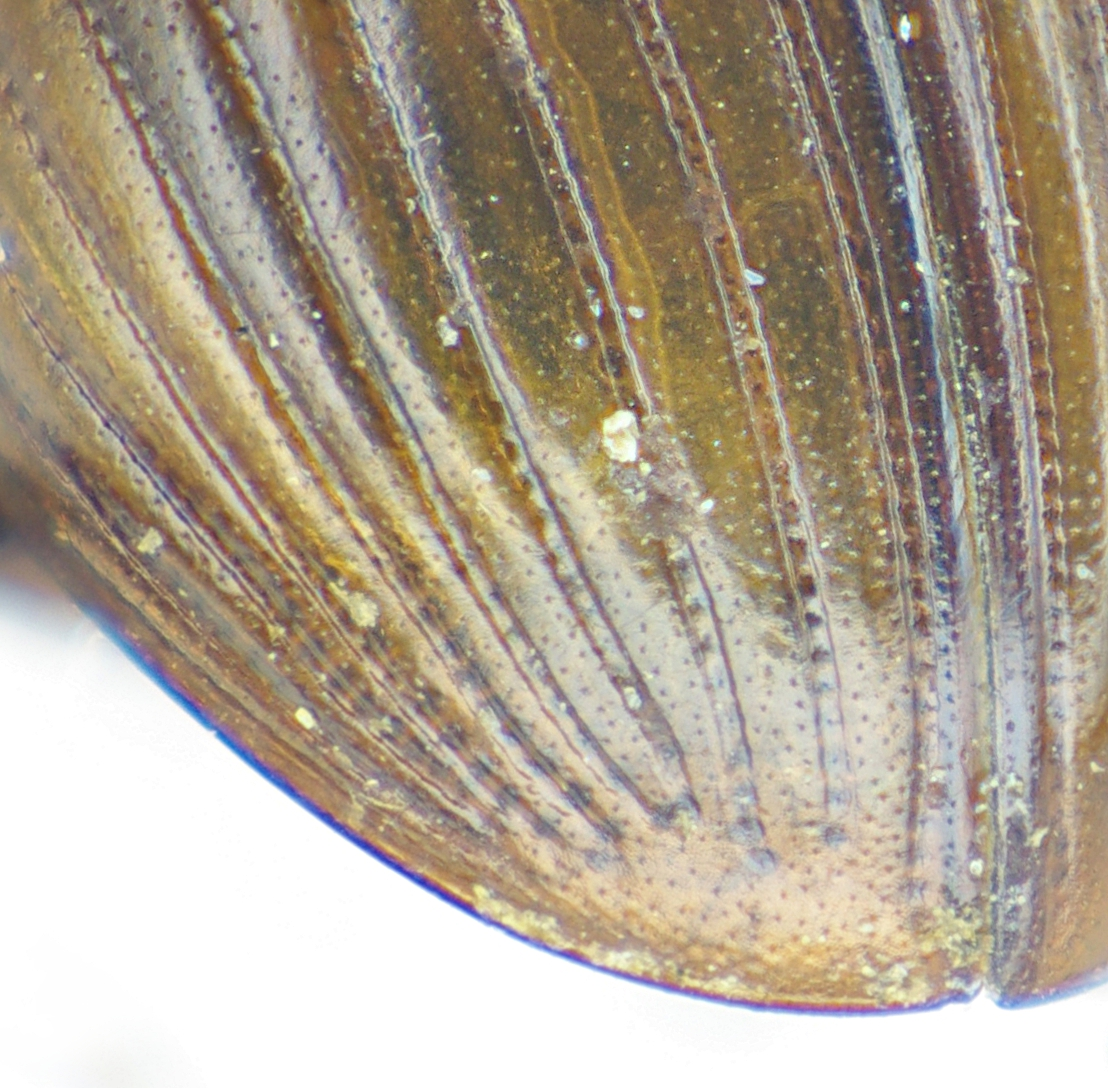